# Эрнекян, Эдуардо
Эдуа́рдо Эрнекя́н (исп. Eduardo Eurnekián, арм. Էդուարդո Էռնեկյան, 4 декабря 1932, Буэнос-Айрес, Аргентина) — аргентинский предприниматель армянского происхождения. Национальный Герой Армении (2017).

## Биография и деятельность
Эдуардо Эрнекян родился в семье армянских эмигрантов. Семья Эрнекянов основала текстильное предприятие. Эрнекян никогда не был женат и не имеет детей. С ним работают Мартин и Уго Эрнекяны, сыновья его умершего брата Альберто. Состояние Эрнекяна в 2013 году оценивается в 1,8 млрд долларов США. В списке самых богатых людей Аргентины 88-летний предприниматель находится на 2-м месте. На данный момент Эрнекян в той или иной степени контролирует 49 аэропортов мира (Аргентина, Италия, Армения, Эквадор, Перу, Бразилия и Уругвай) и имеет более 1000 квадратных километров земли.
Наиболее  известными предприятиями Эрнекяна являются Aeropuertos Argentina 2000 и Corporación América.
- 1980 — купил радиостанцию,
- 1986 — выкупил весь пакет акций газеты «Эль Крониста» и увеличил тираж от 14 тысячи до 50 тысяч экземпляров,
- 1988 — создал компанию «Группа Эурнекян»,
- 1988 — Эрнекян приобрёл телекомпанию «Cablevision S.A», а в  1997 году выгодно продал, инвестируя средства в CEI Citicorp Holdings S.A.[5],
- 1998 — приобрёл компанию оператора аэропортов «Aeropuertos Argentina»,
- 2006 — приобрел армянский Конверсбанк,
- 2009 — подарил правительству Аргентины больницу, которая будет носить имя его покойного брата, врача Алберто Андраника Эрнекяна.

## Достижения
- 1995 — «Предприниматель года в Аргентине»,
- 1991 — приз «Leonardo Award» в номинации «лучший зарубежный предприниматель»,
- 2001 — Орден Святого Григория Просветителя,
- 2006 — Орден Святого Месропа Маштоца (Армения)[6]
- 2011 — в мае был посвящён в Рыцари Святого Эчмиадзина,
- 2017 — звание «Национальный Герой Армении» и орден Отечества (указом Президента РА от 21.09.2017)[7],
- 2020 — Офицер ордена Британской империи (Великобритания)[8].